# Nuevos héroes del rock
Nuevos Héroes del Rock es el primer y único disco del grupo de punk español The Kagas.
Realizaron una campaña de promoción en formato de conciertos de reunión. Decían que "The Kagas" era un antiguo grupo neozelandés, de hijos de inmigrantes vascos, que editó un puñado de sencillos entre 1962 y 1978. El grupo se volvía a juntar para dar tres conciertos en Navarra, Guipúzcoa y Barcelona, para promocionar un disco tributo de 19 bandas australianas. Por eso, "Nuevos Héroes del Rock" se editó como si fuese un disco de versiones en el que otros grupos tocaban las canciones de The Kagas.

## Lista de canciones
1. De Legal
2. Come Libertad
3. Bobo
4. Un Neonazi
5. Santa Águeda
6. Vomitando
7. Mierda
8. Vacaciones en Europa
9. La Vida Loca
10. SGAE (Se Vende Moto)
11. Manolo Ascodas
12. Underdog
13. En La Farra
14. Bad Religion
15. Fan Pikutara
16. A Comer!!
17. Día de Limpieza
18. El Deporte es Salud
19. Bailando en el Tejado

## Personal
- Voz: Johnny Thorpen (Evaristo)
- Guitarra: Marc Lapatta (Yul)
- Bajo: Cebo Jones (Jon)
- Batería: Marik Only (Txerra)